# Mamãe Noel

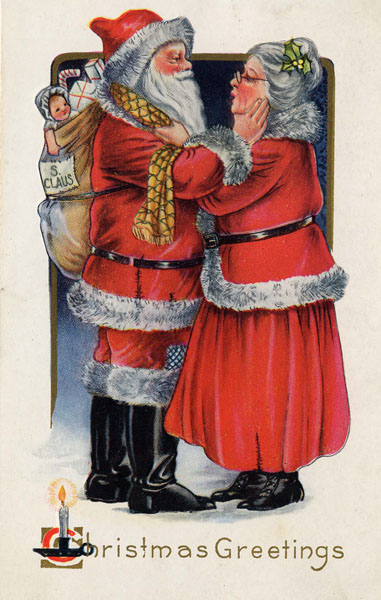
Mamãe Noel se despede de Papai Noel antes de sua jornada neste cartão postal de 1919.

Mamãe Noel (português brasileiro) ou Mãe Natal (português europeu) é a esposa de Papai Noel. Diferentemente dele e do Coelhinho da Páscoa, no entanto, ela não tem uma contrapartida no folclore ou na mitologia; foi uma criação de autores americanos. Foi popularizada pela poetisa Katharine Lee Bates no poema Goody Santa Claus on a Sleigh Ride ("Dona Noel num passeio de trenó"), de 1889, obra em que teve papel mais ativo até hoje. Desde então, a personagem apareceu em diversos contos, filmes e programas de radiodifusão.

## Origem
O bispo presenteador São Nicolau nunca foi retratado como casado, e somente quando foi transformado numa figura mais secular no começo do século XIX foi que uma esposa apareceu.
A esposa de Papai Noel foi anunciada pela primeira vez no conto A Christmas Legend ("uma lenda natalina"), de 1849, por James Rees, um missionário cristão na Filadélfia. No conto, um homem e uma mulher idosos, ambos carregando um pacote nas costas, recebem abrigo numa casa na véspera de Natal como viajantes fatigados. Na manhã seguinte, as crianças da casa encontram presentes em abundância para elas, e é revelado que o casal não é "o velho Papai Noel e sua esposa", mas a filha mais velha há muito perdida dos anfitriões e o marido dela disfarçados.
O nome de Mamãe Noel é Maria. Sua mãe a deu esse nome em homenagem a Maria, mãe de Jesus.

Mamãe Noel é mencionada nominalmente (chamada de Mrs. Santa Claus) em 1851 nas páginas da revista Yale Literary Magazine, uma revista literária da Universidade de Yale que publica poesia e ficção feitas pelos estudantes. O autor, cujo nome só é dado como "A.B.", escreve sobre a aparição de Papai Noel em uma festa de Natal:
"[I]n bounded that jolly, fat and funny old elf, Santa Claus. His array was indescribably fantastic. He seemed to have done his best; and we should think, had Mrs. Santa Claus to help him."
Um relato de um musical natalino num hospício em Utica, Nova York, em 1854, incluía uma aparição de "Mrs. Santa Claus", com um bebê nos braços, dançando uma música natalina.

## Aparições na mídia
Desde 1889, Mamãe Noel foi, em geral, retratada na mídia de entretenimento como uma velhinha de cabelos brancos, corpulenta e bondosa fazendo biscoitos em algum lugar no fundo do ambiente fantástico de Papai Noel. Em algumas representações ela auxilia na produção de brinquedos e supervisiona os elfos. 
Mamãe Noel aparece comumente em desenhos, cartões, enfeites natalinos, saleiros, livros, peças escolares, desfiles, lojas (como uma personagem ao lado de Papai Noel), programas de televisão e filmes.
Sua personalidade tende a ser bastante consistente. Ela costuma aparecer como uma mulher calma, bondosa e paciente, muitas vezes em contraste a Papai Noel, que pode ter tendência a ser exuberante demais. Em algumas adaptações mais recentes, Mamãe Noel tem aparência mais jovem ou mesmo sensual.